# ゲオグロブス属
ゲオグロブス属（Geoglobus）は深海熱水噴出孔から発見された超好熱、偏性嫌気性の古細菌の一属である。学名はGeo-（ギリシャ語で「土地、地球」）+ globus（ラテン語で「球」）の意。
Archaeoglobusに近縁な古細菌で、2002年にカリフォルニア湾ゲイマス海盆の熱水噴出孔から発見、記載（Geoglobus ahangari）された。2009年には、大西洋中央海嶺のアシャゼ熱水場の熱水噴出口からもGeoglobus acetivoransが発見されている。
性質は、最終電子受容体としてFe3+を要求することを除けば近縁のArchaeoglobusやFerroglobusと類似する。増殖温度は60-90°C程度、偏性嫌気性で、中性を好む。先に発見されたGeoglobus ahangariの方がやや好熱性は強い。単独の鞭毛を持つ1-2μm程度の不定形の球菌である。
独立、従属または混合栄養的で、アミノ酸、酢酸、ピルビン酸、長鎖脂肪酸、その他多様な有機物を代謝する。この他水素を酸化して独立栄養的にも増殖が可能である。Fe3+の還元と、長鎖脂肪酸の代謝能は古細菌として最初の報告例となった。